# Lorenzo Gianotti
Lorenzo Gianotti (Rivoli, 24 marzo 1939) è un politico italiano.

## Biografia
Esponente piemontese del Partito Comunista Italiano. Viene eletto al Senato alle elezioni del 1983, confermando il proprio seggio nel 1987. Contestualmente ricopre anche il ruolo di consigliere comunale di Rivoli fino al 1990. Dopo la svolta della Bolognina, nel 1991 aderisce al Partito Democratico della Sinistra, con il quale viene rieletto nel 1992, rimane al Senato fino al 1994. 

## Opere
- L'Ottobre ungherese sulla rivolta magiara dell'autunno 1956 (1986);
- Gli operai della Fiat hanno cento anni (1999);
- L'enigma Codeca (2002);
- Umberto Terracini. La passione civile di un Padre della Repubblica, Editori Riuniti (2005).